# François de Tott
François Tott, francoski general, * 1733, † 1793.
1. ↑  data.bnf.fr: platforma za odprte podatke — 2011.
2. ↑  Benezit Dictionary of Artists — OUP, 2006. — ISBN 978-0-19-977378-7